# 2017 w informatyce
Kalendarium informatyczne 2017 roku
- 28 lutego – wprowadzono usługę YouTube TV[1].
- 2 marca – na rynek trafił procesor AMD Ryzen[2].
- 15 marca – Microsoft wydał program do współpracy zespołowej Microsoft Teams[3].
- 3 kwietnia – Android stał się najpopularniejszym systemem operacyjnym na świecie[4].
- 4 kwietnia – brytyjski fizyk i programista, współtwórca World Wide Web, Tim Berners-Lee otrzymał Nagrodę Turinga[5].
- 12 maja – ransomware WannaCry zaatakował pierwsze komputery z systemem Microsoft Windows. Oprogramowanie zaatakowało ponad 230 tys. komputerów[1].
- 30 maja – Intel zaprezentował procesor Core i9[6].
- 11 sierpnia – OpenAI pokonał najlepszego na świecie gracza gry komputerowej Dota 2[1].
- 7 listopada – Twitter rozszerzył limit znaków w wiadomości z 140 do 280[1].
- Zaprogramowane przez Facebooka chatboty sztucznej inteligencji podczas swoich rozmów zarzuciły język angielski na rzecz automatycznie rozwijanego własnego języka[7].